# Antigoniden
Antigoniden is een Macedonische koningshuis, gesticht door Antigonos I Monophthalmos, een der diadochen van Alexander de Grote.
Antigonos Monophthalmos werd in 311 v.Chr. nominaal rijksregent van het Macedonische Rijk, maar zijn machtsbereik omvatte slechts een deel van Klein-Azië en Mesopotamië. Hij trachtte Alexanders rijk over te nemen onder zijn dynastie, en daartoe vochten hij en zijn zoon Demetrios Poliorketes de nodige oorlogen uit tegen de andere diadochen. In 306 v.Chr. riepen zij zich allebei uit tot koning over het hele rijk, waarmee de Antigonidische dynastie een feit werd, hoewel de andere diadochen hen niet erkenden en bleven bestrijden. In de slag bij Ipsos werden ze verslagen, waarbij Antigonos sneuvelde en Demetrios moest vluchten, wat voorgoed een einde maakte aan het Macedonische Rijk. Na een stormachtige baan wist Demetrios een machtsbasis op te bouwen in Macedonië en de Griekse poleis, en werd in 294 v.Chr. koning. Door een bondgenootschap van Pyrrhus van Epirus en Lysimachus werd hij in 288 verdreven, maar zijn zoon herkreeg de troon in 277 en zette de dynastie voort die pas in 168 v.Chr. ophield te bestaan met de inval van de Romeinen.

## Chronologische lijst van de Antigoniden
(alle jaartallen zijn vóór Christus)

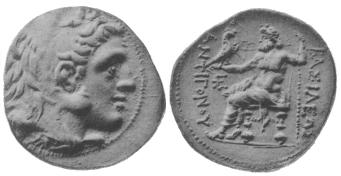
Munt van Antigonos I Monophthalmos ("de Eenogige") (382-301).

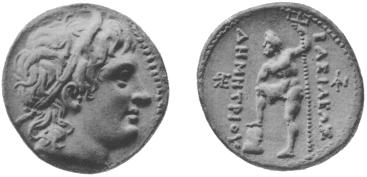
Munt van Demetrios Poliorketes ("de stedenwinger"), (337–283), zoon van Antigonus I Monophthalmos

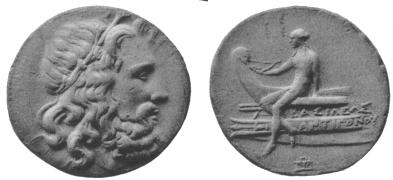
Munt van Antigonos II Gonatas

1. Antigonos I Monophthalmos (311-306, 306-301), rijksregent, zelfverklaarde koning
2. Demetrios I Poliorketes (306-301, 294-288), zelfverklaarde koning, zoon van Antigonos I
3. Antigonos II Gonatas (276-239), zoon van Demetrios I
4. Demetrios II Aitolikos (239-229), zoon van Antigonos II
5. Antigonos III Doson (229-221), kleinzoon van Demetrios I
6. Philippos V (221-179), zoon van Demetrios II
7. Perseus (179-167), zoon van Philippos V